# Харви Волбенгер
«Харви Волбенгер» (англ. Harvey Wallbanger — Харви Стенобой) — алкогольный коктейль на основе водки, ликёра Galliano и апельсинового сока. Относится к категории коктейль на весь день. Некоторое время входил в число официальных коктейлей Международной ассоциации барменов (IBA), категория «Современная классика» (англ. Contemporary classics).

## История
Считается, что коктейль создал в 1952 году трёхкратный чемпион мира по миксологии Донато «Герцог» Антон (англ. Donato "Duke" Antone) при посещении бара «Blackwatch Bar» (чёрный свет) в Лос-Анджелесе. Тем не менее, недавнее исследование кулинарных историков ставит под сомнение эту теорию. Роберт Симонсон подчёркивает отсутствие каких бы то ни было исторических сведений для бара «Blackwatch Bar» и указывает на то, что в течение указанного в легенде периода бармен Антон жил в Хартфорде (штат Коннектикут), а не в Лос-Анджелесе. В своих выводах Роберт Симонсон идёт так далеко, что утверждает будто бы «ни один здравомыслящий человек никогда не верил в эту историю». Упоминание алкогольного коктейля «Харви Стенобой» появилось в литературе в 1971 году.

## Рецепт и ингредиенты
Состав:
- водка — 45 мл
- ликёр Galliano — 15 мл
- апельсиновый сок — 90 мл.

Метод приготовления: билд со льдом.
Стакан хайбол наполняют пищевым льдом, затем наливают водку, апельсиновый сок и тщательно перемешивают со льдом, затем сверху доливают ликёр Galliano. Подают в бокале хайбол. В качестве гарнира готовый коктейль украшают долькой апельсина и коктейльной вишней мараскино.